# Bras des Murailles
Bras des Murailles är ett vattendrag i Kanada.   Det ligger i provinsen Québec, i den östra delen av landet, 500 km nordost om huvudstaden Ottawa.
I omgivningarna runt Bras des Murailles växer i huvudsak blandskog. Trakten runt Bras des Murailles är nära nog obefolkad, med mindre än två invånare per kvadratkilometer.